# John Komlos
John Komlos (Budapest, Hungría, 28 de diciembre de 1944) es un historiador económico estadounidense de ascendencia húngara y extitular de la Cátedra de Historia Económica en la Universidad de Múnich. Conocido por sus trabajos académicos, Komlos es uno de los pocos académicos que publica en revistas importantes en cinco disciplinas distintas: economía, historia, biología, estadística y demografía, en revistas revisadas por pares como el American Economic Review, American Historical Review, American Journal of Human Biology, Statistical Methodology y el Genus and Mathematical Population Studies. Según el ranking Handelsblatt, es el científico más citado en Alemania en el campo de la historia económica.
Komlos es también el primer académico en explicar por qué las poblaciones del mundo, entonces desarrollado, se hicieron más pequeñas al comienzo del crecimiento económico moderno. Sus trabajos académicos relacionados con esto han sido citados en las principales publicaciones de noticias, incluida la BBC, The Guardian, The New Yorker, National Geographic y el Scientific American.

## Vida personal
Komlos nació en 1944 en Budapest durante el Holocausto. Se convirtió en refugiado doce años después durante la revolución de 1956 y creció en Chicago.

## Carrera profesional
Komlos obtuvo un Ph.D. en Historia en 1978 y un segundo Ph.D. en Economía en 1990 de la Universidad de Chicago, donde fue influenciado por el historiador económico Robert Fogel. En la década de los 80, Komlos contribuyó a la aparición de la historia antropométrica, es decir, el estudio del efecto del desarrollo económico en los resultados biológicos humanos como estatura física. De 1984 a 1986 fue becario del Centro de Población de Carolina de la Universidad de Carolina del Norte en Chapel Hill.
Komlos trabajó como profesor en instituciones como la Universidad de Harvard, Universidad de Duke, Universidad de Carolina del Norte en Chapel Hill, Universidad de Viena y la Universidad de Economía de Viena. Fue profesor de economía y de historia económica en la Universidad de Múnich durante dieciocho años antes de jubilarse. 
Komlos es el Editor Fundador de la revista Economics and Human Biology. En 2013 fue elegido miembro de la Sociedad Cliométrica. Es además escritor del canal estadounidense PBS sobre temas económicos actuales.